# Marions
Marions – miejscowość i gmina we Francji, w regionie Nowa Akwitania, w departamencie Żyronda.
Według danych na rok 1990 gminę zamieszkiwało 158 osób, a gęstość zaludnienia wynosiła 10 osób/km² (wśród 2290 gmin Akwitanii Marions plasuje się na 1018. miejscu pod względem liczby ludności, natomiast pod względem powierzchni na miejscu 714.).